# Ralph Herberholz
Ralph Herberholz (* 14. März 1938 in Arenberg; † 15. November 2015) war ein deutscher Politiker (SPD).

## Leben
Herberholz legte 1958 das Abitur ab und studierte im Anschluss den Universitäten in Bonn, Leeds Grenoble. 1964 legte er das Erste Staatsexamen ab. Nach dem Referendariat und bestandenem Zweiten Staatsexamen trat er 1966 als Studienassessor in den Schuldienst ein. Er arbeitete bis 1972 als Studienrat in Aachen und wechselte dann auf eine Schule in Cochem, wo er bis 1980 als Lehrer tätig war, zuletzt als Studiendirektor.
Herberholz war Mitglied der GEW. Er trat 1972 in die SPD ein und war seit 1978 Vorsitzender des SPD-Kreisverbandes Cochem-Zell. Dem Deutschen Bundestag gehörte in der 9. Wahlperiode von 1980 bis 1983 an, gewählt über die Landesliste der SPD Rheinland-Pfalz. Gegen Ende der 11. Wahlperiode, am 1. September 1990 rückte er erneut ins Parlament nach und gehörte diesem nur noch kurz an.